# Carmélites de Sainte Thérèse (Turin)
Pour les articles homonymes, voir Carmélites de Sainte Thérèse.
Les carmélites de Sainte Thérèse (de Turin), en italien Suore carmelitane di Santa Teresa, sont une institution religieuse féminine de droit pontifical fondée en Italie en 1894. Cette congrégation a une mission contemplative et apostolique : les religieuses s'occupent d'écoles, de dispensaires ou d’hôpitaux, mais également d'éducation et de formation spirituelle.

## Historique

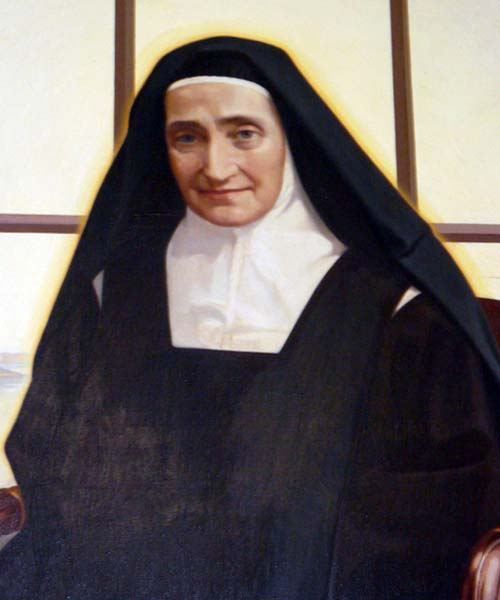
La fondatrice Giuseppina Operti (1871-1949).

En 1893, avec le soutien du curé du village et de sa mère, Giuseppa Margherita Operti décide de créer une institution pour les jeunes filles pauvres. Elle réalise des travaux d'adaptation de la maison familiale de Marene, et « l'institut Saint-Joseph » est inauguré le 6 juillet 1894.
Dans le même temps, elle avait élaboré, avec l'archevêque de Turin, Mgr Davide Riccardi, de former une communauté religieuse liée à l'Ordre du Carmel, qui combinerait la vie contemplative à la vie apostolique, en particulier à destination de l'éducation des enfants pauvres et des orphelins. Avec l'aide du père Giorgio Gallina (son directeur spirituel), et de deux carmélites venues de Gênes, (Mère Teresa et Mère Flavia), elle débute, avec quatre postulantes, la vie communautaire de sa petite communauté. 
Le 27 décembre 1894, les premières Constitutions sont approuvées par l'archevêque. Le 19 mars 1895, dans sa paroisse de Marene, Giuseppa et sa mère Adèle revêtent l'habit du Carmel. Giuseppa prend le nom de Sœur Marie des Anges et sa mère de Sœur Joséphine de Sainte Thérèse. Mgr Riccardi, présent à la cérémonie, nomme les deux femmes prieure et vice-prieure de la communauté.
Le 6 octobre 1897, l'institut obtient son agrégation de l'Ordre du Carmel sous le nom de Tertiaires carmélitaines. Dans les années qui suivent, la communauté, s'agrandit avec une fondation à Cherasco en 1899, puis une autre à Turin. Le 30 mai 1907, la congrégation ouvre une maison à Milan, où une autre communauté carmélite les rejoint pour s'intégrer aux Tertiaires de Turin,.
Mère Marie des Anges estimant avoir terminé « sa tâche de fondatrice », décide de renoncer à son poste de prieure et de se retirer au noviciat pour une vie plus contemplative. Après le décès de sa mère, le 18 octobre 1904, elle décide d'embrasser la vie monastique, et avec l'accord de ses supérieurs, le 25 août 1905, elle entre dans le monastère carmélite de Moncalieri. Mais après quelques mois, malade, elle doit retourner à Marene, dans son couvent, pour se soigner. Très vite, elle est nommée supérieure générale de sa congrégation.
Durant cette période, la congrégation des Tertiaires de Turin connait quelques remous car plusieurs religieuses ont (également) demandé à entrer au Carmel de Moncalieri. La question se pose alors si ces transferts sont conformes à la règle et aux vœux réalisés. En 1908, le Chapitre général, sous la direction du Père Giorgio Gallina et Mgr Ezio Gastaldi, décide de donner aux religieuses qui désirent, la possibilité de choisir la vie contemplative. L'institut est alors scindé en deux branches, l'une cloîtrée et l'autre apostolique. Mère Marie des Anges se retire avec les sœurs qui ont choisi cette dernière forme de vie. Le 16 juillet 1913, l'archevêque de Turin signe le décret de séparation de la communauté cloîtrée, et le 19 mars 1914, il approuve les constitutions de la branche de la vie apostolique. La congrégation est agrégée à l'Ordre des Carmes déchaux le 20 février 1925, et le pape Pie XI lui décerne le Decretum laudis le 14 février 1934. L'institut se développe et réalise plusieurs fondations. La Congrégation pour les religieux valide définitivement ses constitutions le 17 juin 1941. La congrégation des Tertiaires de Turin est renommée en Sœurs Carmélites de Sainte Thérèse le 14 mars 1970,.

## Activité
Les religieuses s'occupent d'écoles, de dispensaires ou d’hôpitaux. En plus de l'aide sanitaire et éducative, elles apportent une aide spirituelle à travers la catéchèse (enfants, jeunes, et adultes). Les religieuses proposent également des formations pour « approfondir l’Écriture Sainte » et la foi chrétienne, ainsi que la « prière thérésienne ». Les sœurs participent également à la prière contemplative selon l'esprit du carmel thérésien.
Les religieuses sont présentes en Italie, en République centrafricaine, à Madagascar et en Roumanie. Le siège central de la congrégation est situé à Turin.
En 2017, la congrégation comptait 268 religieuses réparties dans 30 maisons.